# Succesiune apostolică
Succesiunea apostolică (lat. successio = urmare, continuare) este o instituție de drept bisericesc formulată de episcopul Irineu de Lyon în secolul al III-lea, drept criteriu pentru legitimitatea unui episcop.